# Powsinek
Powsinek – obszar Miejskiego Systemu Informacji i osiedle w Warszawie, dawna wieś.

## Położenie
Obszar MSI położony jest na terenie dzielnicy Wilanów. Jego granica przebiega na północy ulicą Zygmunta Vogla. Na wschodzie wzdłuż Wilanówki, a potem ulicą Ruczaj od skrzyżowania z ulicą Rosy do drogi prowadzącej do skrzyżowania ulic Łukasza Drewny i Przyczółkowej. Drogą tą przebiega granica południowa, natomiast zachodnia – ulicą Przyczółkową do ulicy Vogla. Graniczy z obszarami MSI: Wilanów Królewski (na północy), Zawady i Kępa Zawadowska (na wschodzie), Powsin (na południu) oraz Błonia Wilanowskie (na zachodzie).
Według Krajowego Rejestru Urzędowego Podziału Terytorialnego Kraju Powsinek jest częścią miasta o identyfikatorze 0918448. Zgodnie z miejscowym planem zagospodarowania przestrzennego uchwalonym przez Radę Gminy Wilanów w dniu 25 maja 1999 dla północnej części obszaru, Powsinek jest osiedlem.
Na terenie osiedla znajduje się Jezioro Powsinkowskie. Przez jego obszar przebiega Rów Powsinkowy i rozbudowany system rowów będących jego dopływami, a także fragment Rowu Natolińskiego. Południową część rejonu zajmują głównie łąki i pastwiska, a także pola uprawne, natomiast północną zwarta zabudowa jednorodzinna, której posadowienie wyraźnie wskazuje na historyczne osadnictwo na brzegu jeziora. Przez teren obszaru, po południowej stronie zwartych zabudowań osiedla Powsinek przebiega Południowa Obwodnica Warszawy (droga ekspresowa S2).
Wieś, a następnie część miasta, Powsinek leży w zasięgu wilanowskiej parafii św. Anny co najmniej od 1580 roku. Jedynie rejon ulicy Dobrodzieja leży na obszarze powsińskiej parafii św. Elżbiety.

## Historia
Początkowo Powsinek związany był z Powsinem, ale też ze wsią Milanów (lub Milanowo), późniejszym Wilanowem. Powsinek i Milanowo rozgraniczono w 1594, a następnie w 1688. Wcześniej, w XV wieku wieś należała do szlacheckiego rodu Prusów. W 1528 roku jej powierzchnia wynosiła około 170 hektarów (10 łanów). W 1661 w miejscowości były 22 domy. W dniu 23 kwietnia 1677 roku Milanów wraz z Powsinkiem zostały zakupione przez koniuszego wielkiego koronnego Marka Matczyńskiego dla Jana III Sobieskiego za 35 000 florenów (inne źródło mówi o 43 tysiącach złotych „w dobrej monecie”) od podkomorzego kaliskiego Stanisława Krzyckiego. W 1720 Konstanty Sobieski sprzedał posiadłość wraz Wilanowem i przyległymi terenami Elżbiecie Sieniawskiej za 506 666 florenów i 20 groszy. Miejscowość w 1775 liczyła 38 gospodarstw, a jej powierzchnia wynosiła 328 hektarów. W tym samym roku została włączona do gminy Wilanów. Zgodnie ze stanem wiedzy na 1886 rok na powierzchnię wsi składało się 45 mórg dworskich i 575 mórg włościańskich. Zamieszkiwało ją 349 osób. W 1905 znajdowało się tu 57 domów i 4 sklepy, miejscowość liczyła 606 mieszkańców, a w 1921: 110 domów i 9000 mieszkańców.
Na terenie wsi swoje posiadłości mieli Piotr Opacki, Jan Karnicki, Szalapscy i Prażmowscy. Miejscowość była wzmiankowana w dokumentach jako Powszyno minor. Inne wymieniane w dokumentach nazwy to Powssino (1399 rok), Powsino Minor (1422), Powsino Prutenorum (1426), Powszino Minor (1433), Powszino Pruske (1457), Powsino Taborowe (1493), Maly Powsyn (1494), Powszynko (1514) i Powszynek (1526).
W dniu 14 maja 1951 rozporządzeniem Rady Ministrów osiedle wraz z resztą gminy Wilanów zostało włączone w granice administracyjne Warszawy. Początkowo wchodziło w skład Mokotowa, a od marca 1994 roku w granicach Wilanowa.
W przeszłości na terenie wsi istniał młyn.

## Przyroda
W tej części miasta ustanowiono w 2002 roku użytek ekologiczny „Powsinek” o powierzchni 2,8518 ha w celu ochrony siedlisk motyla modraszka telejusa oraz mrówek z rodzaju Myrmica na łąkach zmienno-wilgotnych. Część osiedla znajduje się na terenie Warszawskiego Obszaru Chronionego Krajobrazu, utworzonego rozporządzeniem Wojewody Warszawskiego z dnia 29 sierpnia 1997 r. w sprawie utworzenia obszaru chronionego krajobrazu na terenie województwa warszawskiego.
Wśród znajdujących tu łąk występują zarówno Arrhenatheretalia, jak i Molinion caeruleae. Spotyka się tam takie gatunki roślin jak: bodziszek błotny, tojeść pospolita, krwawnica pospolita, przetacznik długolistny, krwiściąg lekarski, rutewka żółta, rutewka wąskolistna, stokłosa żytnia, groszek bulwiasty, ślaz zygmarek, czy mikołajek płaskolistny. W 2004 roku stwierdzono bytowanie gatunków ptaków: bączek, czernica, czajka zwyczajna, rybitwa rzeczna, rybitwa białowąsa, rybitwa czarna, pliszka siwa, strumieniówka, kruk zwyczajny i dziwonia zwyczajna. Ponadto, w późniejszym okresie zaobserwowano ptaki należące do gatunków: kukułka, trznadel, grzywacz, zaganiacz, kapturka, skowronek, pliszka żółta, mazurek, potrzos i sroka. Bogate przyrodniczo jest także Jezioro Powsinkowskie. Występuje w nim grążel żółty, a także zbiorowiska wodne i szuwarowe Phragmitetalia, w tym szuwar jeżogłówki gałęzistej.
Powsinek wraz z przyległymi terenami parku Wilanowskiego, Jeziora Wilanowskiego, Morysina, doliny Wilanówki, skarpy wiślanej i Lasu Kabackiego stanowią ważny ciąg przyrodniczy mający znaczenie dla klimatu, hydrologii, a także pełnią rolę w oczyszczaniu powietrza z północnych części miasta.